# Jõelähtme (rivier)
De Jõelähtme is een 46 kilometer lange rivier in de Estische provincie Harjumaa. De rivier begint bij het gehucht Rasivere, ten zuiden van Alavere en mondt vervolgens uit in de Jägala.
Naast de meest gebruikte naam Jõelähtme worden ook de namen Raasiku en Jõelehtme voor deze rivier gebruikt.

## Verloop

### Bovenloop
De rivier begint in een bossig gebied bij Rasivere, een gehucht bij Alavere. Stroomafwaarts bereikt de Jõelähtmerivier beide plaatsen en bij Alavere doorstroomt ze enkele landbouwenclaves. Vervolgens zal bos en landbouw zich nog altijd afwisselen in het dal van de Jõelähtme. Ondertussen stroomt de rivier rustig door het afwisselende landschap en bereikt ze het kleine dorpje Kiviloo, waar zich aan de oevers van de rivier een 15e-eeuws bisschopskasteel bevindt. Ter hoogte van dit dorp is er ook een duiker in de rivier 
gerealiseerd, om de rivier onder het in 1987 aangelegde Jägala-Piritakanaal te leiden.
Dit kanaal vormt al sinds de communistische tijd in Estland een verbinding tussen de stroomgebieden van de Jägala en de Pirita.

#### Middenloop
Na de kruising met het kanaal bereikt ze de plaatsen Raasiku en Kostivere alvorens het Kostivere karstgebied te bereiken en hier de grond in te duiken.

### Benedenloop

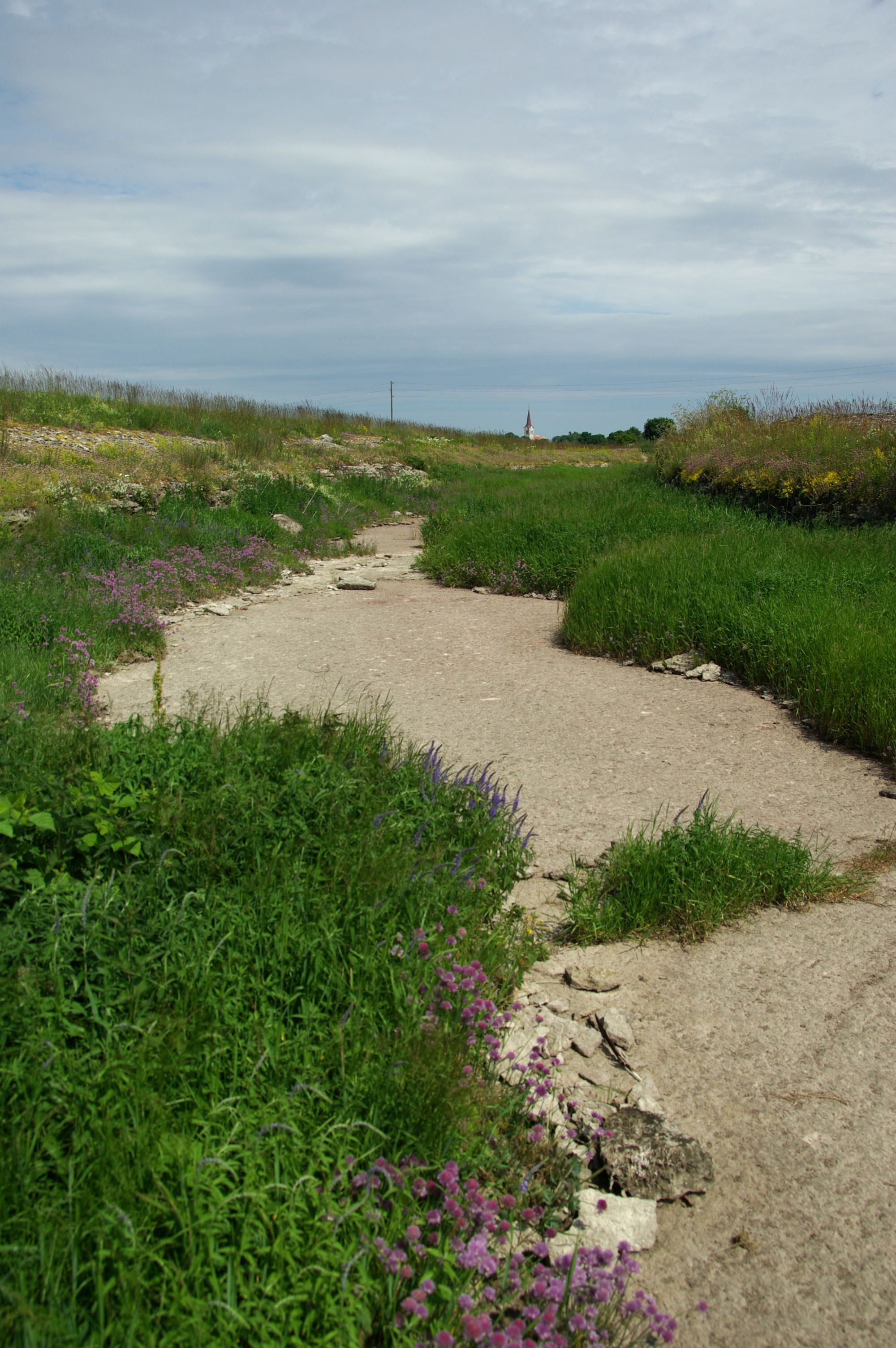
De "bovengrondse bedding" in Kostivere

Bij de plek waar de rivier in de grond verdwijnt is de omgeving vochtig en er zijn veel kleine plasjes en karstafzettingen te bekennen. Een paar meter verder ontstaat er als het ware een "bovengrondse bedding" die in tegenstelling tot de hoofdbedding in de grond geen permanent water aanvoert.
Later komt de hoofdbedding ook aan het oppervlak en komt de "bovengrondse bedding" ook weer in de hoofdbedding terecht. De monding is op dit punt nabij, maar voor de monding in de Jägala stroomt de Jõelähtmerivier van het kalksteenplateau de Baltische glint, waardoor de Jõelähtmewatervallen zijn ontstaan. Hierna mondt ze uit in de Jägala, kort nadat deze rivier de Jägalawaterval heeft gepasseerd en zo ook van de Baltische glint is afgestroomd.